# Films américains sortis en 1912
Listes de films américains
- 1908
- 1909
- 1910
- 1911
- 1912
- 1913
- 1914
- 1915
- 1916

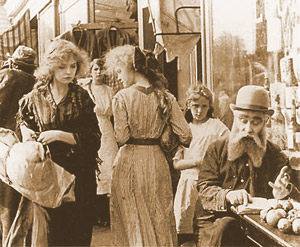
The Musketeers of Pig Alley, premier film de gangsters au monde

Liste (non exhaustive) de films américains sortis en 1912.

## A-L (ordre alphabétique des titres en anglais)
| Titre                                    | Réalisateur                      | Distribution                                                      | Genre              | Notes |
| ---------------------------------------- | -------------------------------- | ----------------------------------------------------------------- | ------------------ | ----- |
| All for a Girl                           | Frederick A. Thomson             | Dorothy Kelly, Leah Baird                                         | Comédie romantique |       |
| At the Foot of the Ladder                |                                  | Mignon Anderson, William Garwood                                  | Drame romantique   |       |
| Aurora Floyd                             | Theodore Marston                 | William Garwood, Florence LaBadie, Harry Benham                   | Drame              |       |
| Baby Hands (en)                          |                                  | James Cruze, Jean Darnell                                         | Drame              |       |
| The Bandit of Tropico                    |                                  | Harry von Meter, Vivian Rich                                      | Aventure           |       |
| A Battle of Wits                         |                                  | Tom Moore, Alice Joyce, Earle Foxe                                | Drame              |       |
| The Belle of Bar-Z Ranch                 | Tom Ricketts                     | Harry von Meter, Vivian Rich                                      |                    |       |
| Broncho Billy and the Indian Maid        | Broncho Billy Anderson           | Broncho Billy Anderson, Arthur Mackley, Brinsley Shaw             | Western            |       |
| A Business Buccaneer                     |                                  | Tom Moore, Alice Joyce                                            | Comédie            |       |
| Charge of the Light Brigade (film, 1912) | J. Searle Dawley                 | James Gordon, Richard Neill                                       | Film de guerre     |       |
| Conductor 786                            |                                  | William Garwood, Riley Chamberlin, Jean Darnell                   | Comédie            |       |
| The County Fair                          |                                  | Earle Foxe, Alice Joyce                                           | Drame              |       |
| The Deserter                             | Thomas H. Ince                   | Francis Ford, Ethel Grandin                                       |                    |       |
| Dr. Jekyll and Mr. Hyde                  | Lucius Henderson                 | James Cruze                                                       | Film d'horreur     |       |
| Frankfurters and Quail                   |                                  | William Garwood                                                   | Drame              |       |
| From the Manger to the Cross             | Sidney Olcott                    | Robert Henderson-Bland                                            |                    |       |
| The Half-Breed's Way                     |                                  | Harry von Meter, Vivian Rich, George Beech                        | Western            |       |
| His Only Son (en)                        | Jack Conway et Milton J. Fahrney | Wallace Reid, Dorothy Davenport                                   | Western            |       |
| It Happened Thus                         |                                  | Charlotte Burton, Owen Moore                                      | Drame romantique   |       |
| The Land Beyond the Sunset               | Harold M. Shaw                   | Martin Fuller, Mrs. William Bechtel, Walter Edwin, Bigelow Cooper |                    |       |
| The Little Girl Next Door                | Lucius J. Henderson              | William Garwood, Marguerite Snow                                  | Drame              |       |

## M-Z
| Titre                          | Réalisateur         | Distribution                                                    | Genre              | Notes                            |
| ------------------------------ | ------------------- | --------------------------------------------------------------- | ------------------ | -------------------------------- |
| The Musketeers of Pig Alley    | D. W. Griffith      | Elmer Booth, Lillian Gish                                       | Drame              |                                  |
| A New Cure for Divorce         |                     | William Garwood, Mignon Anderson                                | Drame              |                                  |
| The New York Hat               | David Wark Griffith | Mary Pickford, Lionel Barrymore, Lillian Gish                   |                    | Sur un scénario d'Anita Loos     |
| Petticoat Camp                 |                     | William Garwood, Florence La Badie                              | Comédie            |                                  |
| Please Help the Pore           |                     | William Garwood, Riley Chamberlin, Mignon Anderson, Marie Eline | Drame              |                                  |
| The Power of Melody            |                     | Harry von Meter, Vivian Rich, Eugenie Forde                     | Drame              |                                  |
| Put Yourself in His Place (en) | Theodore Marston    | William Garwood, Marguerite Snow                                | Drame              |                                  |
| Saved from the Titanic         | Étienne Arnaud      | Dorothy Gibson                                                  |                    |                                  |
| A Six Cylinder Elopement       |                     | William Garwood, Riley Chamberlain, Marguerite Snow             | Comédie romantique |                                  |
| Standing Room Only             |                     | William Garwood, Mignon Anderson                                | Drame              |                                  |
| The Street Singer              |                     | Earle Foxe, Alice Joyce                                         | Drame              |                                  |
| The Tell-Tale Message          |                     | Earle Foxe, Hazel Neason, Stuart Holmes                         | Drame              |                                  |
| The Thunderbolt (en)           |                     | William Garwood, James Cruze, David Thompson                    | Drame              |                                  |
| An Unseen Enemy                | D. W. Griffith      | Lillian Gish, Dorothy Gish                                      |                    | Premier film avec les sœurs Gish |
| The Voice of Conscience (en)   |                     | Florence La Badie, Jean Darnell                                 | Drame              |                                  |
| What Happened to Mary?         | Charles Brabin      | Mary Fuller, Marc McDermott                                     |                    |                                  |
| When the Heart Calls (en)      | Al Christie         | Lee Moran, Russell Bassett, Louise Glaum                        | Western, Comédie   |                                  |
| With the Mounted Police        |                     | William Garwood, Mignon Anderson                                | Thriller           |                                  |
| The Young Millionaire          |                     | Earle Foxe, Alice Joyce                                         | Drame              |                                  |